# Вајнинг (Канзас)
Вајнинг (енгл. Vining) град је у америчкој савезној држави Канзас.

## Демографија
По попису из 2010. године број становника је 45, што је 13 (-22,4%) становника мање него 2000. године.
| Група             | 2000.      | 2010.       |
| Белци             | 57 (98,3%) | 45 (100,0%) |
| Афроамериканци    | 0 (0,0%)   | 0 (0,0%)    |
| Азијати           | 0 (0,0%)   | 0 (0,0%)    |
| Хиспаноамериканци | 0 (0,0%)   | 0 (0,0%)    |
| Укупно            | 58         | 45          |